# Philippe Claudel

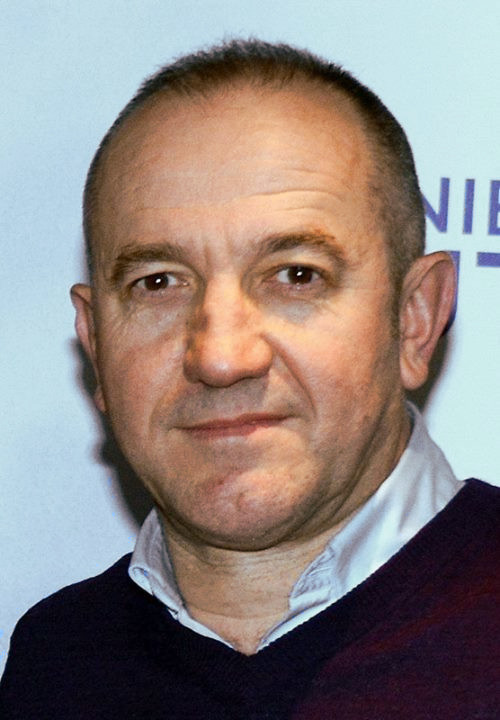
Philippe Claudel (2013)

Philippe Claudel (* 2. Februar 1962 in Dombasle-sur-Meurthe, Lothringen) ist ein französischer Schriftsteller, Dramatiker und Filmregisseur.

## Leben
Claudel wurde in Deutschland zuerst durch seinen Roman Die grauen Seelen bekannt, der die Situation in einem lothringischen Dorf im Hinterland der Front des Ersten Weltkrieges schildert. Mit diesem Buch gelang ihm die große Sensation des französischen Bücherherbstes 2003: Die grauen Seelen wurde mit dem Prix Renaudot ausgezeichnet, zum Buch des Jahres gewählt und stand monatelang auf Platz 1 der Bestsellerliste.
Auch in Deutschland war Die grauen Seelen überaus erfolgreich.
An meine Tochter ist der dritte Roman Philippe Claudels, ein berührendes Zeugnis der Menschlichkeit.
Sein erster als Regisseur gedrehter Spielfilm So viele Jahre liebe ich dich wurde 2008 auf der 58. Berlinale uraufgeführt. In dem Drama ist die britische Schauspielerin Kristin Scott Thomas in der Hauptrolle einer Frau zu sehen, die nach einer wegen Mordes abgebüßten, mehrjährigen Haftstrafe versucht, Kontakt zu ihrer jüngeren Schwester (gespielt von Elsa Zylberstein) aufzunehmen, die selbst eine glückliche Familie mit ihrem Mann und zwei Adoptivkindern gegründet hat.
Philippe Claudel hat Literatur studiert und ist ausgebildeter Pädagoge mit staatlicher Lehrbefugnis. Vor seiner literarischen Karriere war er elf Jahre lang als Lehrer in einem Gefängnis in Nancy tätig. Dort unterrichtet er noch heute an der Universität. Auch die Figur des Michel in seinem Film So viele Jahre liebe ich dich, in dem sich die Haftentlassene nach und nach menschlich öffnet, ist Literaturdozent und ehemaliger Gefängnislehrer in Nancy. In den autobiographischen Notizen Das Geräusch der Schlüssel schildert Claudel in kurzen, aneinandergereihten Episoden seine Eindrücke aus der Zeit als Gefängnislehrer.
Claudel ist verheiratet und Vater einer Tochter.

## Werke
- Die grauen Seelen. (Les Âmes grises) Roman. Rowohlt, Reinbek 2004 ISBN 3-498-00930-3
- An meine Tochter. (J'abandonne) Roman. Rowohlt-Taschenbuchverlag, Reinbek 2006 ISBN 3-499-24236-2
- Monsieur Linh und die Gabe der Hoffnung. (La Petite fille de Monsieur Linh). Roman. Kindler Verlag Reinbek 2006 ISBN 3-463-40498-2
- Flore. (Meuse l'oubli). Roman. Logo Verlag Eric Erfurth, Obernburg am Main 2007 ISBN 978-3-939462-03-3
- Der Junge, der in den Büchern verschwand. (Le monde sans les enfants). Geschichten. Kindler, Reinbek 2008 ISBN 3-463-40525-3
- Brodecks Bericht. (Le rapport de Brodeck). Roman. Kindler, Reinbek 2009 ISBN 978-3-463-40555-1
- Red du mir von Liebe. (Parle-moi d'amour) Stück für 2 Personen. Übers. Karl-Heinz Ott. Rowohlt Theaterverlag, Reinbek 2009
- Das Geräusch der Schlüssel. (Le bruit des trousseaux) Friedenauer Presse, Berlin 2010 ISBN 978-3-932109-64-5
- Die Untersuchung. (L'Enquête) Roman. Übers. Ina Kronenberger.[2] Kindler, Reinbek 2012 ISBN 978-3-463-40617-6
- Die Kostbarkeit des flüchtigen Lebens. (En période décès) Übers. Christiane Landgrebe. Thiele & Brandstätter, München 2017

## Filmografie
- 2008: So viele Jahre liebe ich dich (Il y a longtemps que je t’aime)
- 2011: Tous les soleils
- 2013: Bevor der Winter kommt (Avant l’hiver)
- 2015: Une enfance

## Auszeichnungen
- 1999 Prix Erckmann-Chatrian (Frankreich)
- 2003 Prix Renaudot (Frankreich) für: Âmes grises. Stock, Paris 2003 (dt. Die grauen Seelen. Rowohlt, Reinbek 2004).
- 2006 Schwedischer Krimipreis (International) für: Grå själar. Norstedt, Stockholm 2006 (Originaltitel: Âmes grises. Stock, Paris 2003; dt. Die grauen Seelen. Rowohlt, Reinbek 2004).
- 2007 Prix Goncourt des lycéens (Frankreich) für: Le rapport de Brodeck , Stock, Paris 2007
- 2009 Prix Claude-Farrère